# مشروع تيتو
دعا جوزيف بروز تيتو للقضيّة الفلسطينيّة في محافل مختلفة حول العالم، وسعى في عام 1970 إلى إيجاد تسوية سلمية للنزاع العربي- الصهيوني. وقد جاءت هذه المبادرة اليوغسلافيّة إثر لقاء جرى بين الرئيس تيتو ووزير الخارجية الأمريكي وليم روجرز في أديس أبابا في العام ذاته لبحث تطورات النزاع العربي – الإسرائيلي
   توحّد الموقف اليوغسلافيّ.. ولم يتغيّر حتى خارج دور الاشتراكيّة الأوروبيّة، وفي مجال المسألة الفلسطينيّة ويتمثّل، بالانسحاب الإسرائيليّ الكامل من الأراضي العربيّة المحتلّة في عام 1967، متضمناً الانسحاب من الجزء العربي من المدينة المقدّسة، وينص أيضاً على الحلّ الدّائم والشّامل للعرب، خاصة الفلسطينيّين، وحقهم في تقرير المصير، وتأكيد حقوقهم الوطنيّة، وإمكان بناء دولة لهم.

## مضمون المشروع
تناقلت الصّحف ووكالات الأنباء العالميّة أن الرّئيس تيتو كان قد حمل معه أثناء زيارته للأقطار العربيّة مشروع سلام يتضمن ما يلي
1)   انسحاب القوات الإسرائيليّة تحت إشراف مراقبي الأمم المتّحدة من الأراضي العربيّة التي تحتلها منذ نشوب القتال في الخامس من حزيران 1967.
2)  يتولّى مجلس الأمن أو الدول الأربع الكبرى ضمان جميع دول المنطقة وحدودها كما كانت قبل الخامس من حزيران 1967 ريثما يوضع حل نهائي للقضايا المتنازع عليها. ولتحقيق هذه الغاية يمكن وضع قوّات دوليّة على جانبي الحدود
3)   حريّة المرور لجميع السفن في مضائق تيران إلى حين صدور قرار من محكمة العدل الدولية.
4)   تكون الملاحة في قناة السويس كما كانت عليه قبل الخامس من حزيران (أي يستمر منع السفن الإسرائيليّة من المرور فيها).
5)   يتّخذ مجلس الأمن الدولي بعد تنفيذ هذه الإجراءات خطوات لحل القضايا الأخرى المتنازع عليها وفي مقدّمتها مشكلة اللاجئين الفلسطينيّين، وقضية مرور السفن الإسرائيليّة في قناة السويس. ويجري اتّخاذ هذه الخطوات بمساهمة مباشرة من الفرقاء المعنيّين.

## الاقتراحات
رفضت إسرائيل مقترحات تيتو وأفكاره، وشدّد آبا ايبان وزير خارجيتها، في معرض رفضه، على أن إسرائيل لن تعود بشكل من الأشكال إلى حدودها القديمة لأن فيها تهديد لأمن إسرائيل ووجودها. وطالب بعقد معاهدة سلام واضحة وملزمة مع الدول العربيّة باعتبارها الحل الوحيد الممكن للأزمة.
وفي أوائل عام 1968 حاول الرئيس تيتو مرة أخرى حل مشكلة الشرق الأوسط وتقديم مقترحات جديدة الا وهي:
1)   حل مشكلة الشرق الأوسط هو في يد الولايات المتحدة الأمريكية. ولا يمكن أن تحل الأزمة إلا بانسحاب القوات الإسرائيليّة من المناطق المحتلّة.
2)   على القوات الإسرائيليّة الانسحاب من المناطق المحتلّة بشرط أن يتبع ذلك إعلان بإنهاء حالة الحرب بين الطرفين، والبدء بالمفاوضات، والاتفاق على المرور الحر للسفن الإسرائيليّة في خليج العقبة. وبعد ذلك يتم التوصّل تدريجياً إلى تسوية مشكلة اللاجئين الفلسطينيّين ومسألة الملاحة في قناة السويس.
3)   إقامة مناطق منزوعة السلاح على الحدود العربيّة – الإسرائيليّة.
  ولكن مات هذا المشروع اليوغسلافي كما ماتت مشروعات التسوية السياسيّة السابقة كلها أمام مواقف إسرائيل المتعنتة التي تدعمها الولايات المتحدة الأمريكية والقوى الأخرى المؤيدة لها.